# 산업공학
산업공학(産業工學, 영어: industrial engineering)은 모든 체계를 조화롭게 관리하는 역할을 담당하는 공학. 주로 산업 및 사람과 관련된 모든 시스템과 인터페이스에 대하여 연구하며, 시스템과 인터페이스의 최적화와 효율성 극대화에 초점을 맞춘다.
관련 분야로는 운용공학, 인간공학, 제조공학, 생산공학, 경제성공학, 금융공학, 최적화 문제  등이 있다.

## 개요
산업공학이라 함은 기업경영상 발생되는 제반문제 특히 공장에서 야기되는 문제를 해결하기 위하여 조직적 및 공학적인 방법을 응용하는 공학이라고 할 수 있다. 미국산업공학회는 다음과 같이 정의하고 있다.
산업공학(IE)이라 함은 '인간·자재 및 설비를 통합한 시스템의 설계·개선 및 실시하는 것을 대상으로 하며 이와 같은 통합시스템으로부터 얻게 되는 결과를 명시하고 예측하며 평가하기 위하여 공학상의 분석과 설계의 원칙 및 방법과 함께 수학·자연과학 및 사회과학 등에 대한 전문지식과 기술 등을 사용한다'고 미국 산업공학회는 설명하고 있다.
이러한 산업공학은 20세기초에 이미 미국에서 학계·산업계에 정착시켜 왔으며 반세기 이상의 전통을 가지고 있다.
당시 기업경영에 대한 과학적 연구의 움직임, 이를 테면 어떤 조직적인 지식의 본체로부터 일반원리를 유도시키는 연구는 미국의 유명한 공학자그룹, 그것은 프레데릭 테일러(Frederick W. Taylor), 갠트(H. Gantt), 번커(F. Bunker), 릴리언 길브레스(Lil-lian Gilbreth), 에머슨(H. Emerson) 등에 의해서 그 형체가 이루어졌다.
이들은 미국 기계공학회로부터 지지를 받고 학회는 기업계 지도자들의 참여를 또한 환영하였다. 이로부터 소위 과학적 경영방법의 화려한 막이 올라간 것이다. 초기의 과학적 경영방법은 경영자측과 노동자측 양쪽으로부터 환영을 받지 못하다가 테일러가 죽은 뒤부터 이의 인식이 급속히 전파되었다.

## 산업공학 기법의 범위
초기의 산업공학은 시간연구가 주임무였다. 즉, 작업측정과 통제가 산업공학의 주요 분야였다. 그러나 현재는 위에서 산업공학의 정의를 내린 바와 같이 기업활동에서 이익을 적정화시키고 위험을 최소화시키기 위하여 경영을 보조하고 또한 경영 자체에 참여하는 데까지 이르고 있다.

## 정통적 산업공학
정통적 산업공학은 주로 제조업체에 주임무를 두고 있었다. 이와 같은 고전적 의미로 볼 때 산업공학 전문가(IE 스태프 또는 산업공학자)에 의하여 수행되었던 기능은 다음과 같은 것이다.
(1) 작업측정 ― 시간연구
(2) 방법공학(方法工學) ― 운영연구·동작연구·자재관리·생산계획·안전관리·표준관리
(3) 관리결정 ― 생산관리·재고관리·품질관리·예산관리
(4) 직무평가와 임금결정 ― 상여금 결정·직무평가·인사고과·임금관리
(5) 공장관리 ― 공장부지 선정·설비구입 및 교체·제품설계·공구 및 치구설계
이와 같은 기능은 지금도 산업공학의 주요 기능이다. 그러나 이와 병행하여 산업공학의 기능 및 임무는 확대되어 가고 있으며, 경영상의 의사결정은 보조한다든가 '시스템' 개념적인 일의 처리 등의 경영에 직접 간접으로 참여하고 있다.

## 산업공학의 기법
산업공학은 타 공학, 즉 기계공학과 전기공학 또는 화학공학 등의 다른 공학분야와는 특히 다른 응용을 필요로 한다.
예를 들면 기계공학은 가계 시스템을 지배하는 과학적 법칙을 파악하고 이것을 답사한 다음에 특정한 목적을 위한 최적 설계(最適設計)를 추구하는 것이다. 이와 같이 산업공학 이외의 공학에서 제일 중요하게 대두되는 문제는 기계적 성질과 전기적 성질 또는 화학적 성질 등을 탐색하는 것이라 할 수 있다. 그러나 산업공학에서는 사람과 사람이 개재되고 관계되는 시스템의 설계 및 여기에 관여되고 있는 사람의 태도에 대한 고려가 기본적으로 선행되어야 한다는 사실이다. 산업공학이 다른 공학과 다른 특징을 찾아 본다면 다음과 같다.
(1) 인간과 조직의 통합문제를 강조한다.
(2) 전체적인 문제에 관여한다.
(3) 결과의 경제적인 측면을 예측한다.
(4) 다른 공학분야보다 사회공학의 업적을 더 크게 이용한다. 이와 같이 산업공학은 여러 가지 과학지식 및 응용방법을 동원하여 경영상의 의사결정을 보조하기 위한 통합적인 방법을 개발하는 것이라 할 수 있다.
최근에 동태는 산업공학이 계량적인 측면을 보다 강조하고 있으며, 과학적 방법은 산업공학에 관련된 모든 문제해결에 기본이 된다. 이와 같이 과학적 방법을 통한 경영상의 의사결정에 대한 공헌은 산업공학의 중요 기능(機能)이 되었다.
예컨대, 어떤 조직체(이익을 추구하는 기업체만을 의미하는 것은 아니다)의 목적을 달성하기 위하여 사람·자재·설비 및 에너지의 적정 이용방법을 개발하는 것이다. 여기에서 말하는 조직체는 어떤 회사의 과(課)일 수도 있으며, 또는 병원·비영리단체·관공서 또는 제품을 생산하여 이익을 추구하는 기업일 수도 있다.
산업공학은 이와같은 조직체의 경영상의 필요를 수행할 수 있고, 또한 보다 나은 수행방법을 개발할 수 있도록 제반 정보를 수집·분석배열시킨다. 산업공학은 새로운 시스템의 설계와 기존 시스템의 유지와 개선이란 2가지 주요한 분야를 관리한다.

## 의사결정을 위한 서비스로서의 산업공학
경영문제는 급속한 기술 발전, 치열한 경쟁 등으로 점차 복잡해지며 의사결정은 더욱 힘들게 되고 있다. 특히 의사결정에 필요한 정확한 정보 및 사실들을 획득하는 데 극히 어려운 경우가 많다. 이와 같은 난점을 극복하기 위하여 경영층은 산업공학 멤버들을 정보의 수집, 데이터의 분석 및 복잡한 문제 등의 연구를 위해 유용하게 이용하는 경우가 점차 증대하고 있다.
산업공학은 경영의 목적, 즉 위에서 말한 이익의 적정화 및 손해의 극소화를 위하여 공학적인 측면에서의 공헌을 하고 있는 것이다. 산업공학은 운영계획 또는 프로그램의 창안 및 개발에 따라 어떠한 경영층에도 공헌할 수 있으며, 인적 및 경제적 자원의 효율적인 이용을 최대한으로 관리할 수 있다.
산업공학 멤버가 경영층에 직접 참여하여 공헌할 수 있는 분야는 다음과 같다. ① 회사 또는 조직체의 목적을 확립하고 정화시키며 수정한다. ② 이와 같은 목적을 수행하기 위하여 제일 필요로 하는 인적 자원의 조직과 시스템을 설계한다. ③ 이미 조직된 시스템에 대한 자원의 효율적인 할당에 대한 충언을 가한다. 즉, 인적자원과 물적자원 또는 자금 등의 할당문제에서 최대의 자본회수를 위한 선택문제에 있어서의 공학적인 접근방법을 이용할 수 있다. ④ 이와 같은 여러 자원이 이용될 수 있는 기본조직의 설계(이것은 제품, 또는 서비스를 분배하는 시스템을 조직하는 의미뿐 아니라 이것들을 직접 이용하며 관리하는 스태프시스템의 조직도 의미한다). ⑤ 관리조직의 설계, ⑥ 조직의 목 달성을 수행하는 과정에서의 결과에 대한 평가(이것은 인적·물적 또는 자금의 투자가 경영층이 애초에 원했던 바와 어느 정도 차이가 나는가를 평가하는 것이다.
만일 이와 같은 투자 결과가 만족스럽게 나타나지 않았다면 산업공학은 조직의 구성·목적, 자원의 할당문제, 자원의 이용, 관리의 기능 등의 문제를 다시 조사할 수 있다. 이와 같은 결과에 대한 평가를 위해 산업공학을 최대로 이용할 수 있다는 사실은 그 조직체가 어떠한 조직체, 즉 이윤을 추구하는 기업이라든가 정부부처, 제품 생산업체 또는 서비스업체 등을 막론하고는 일반적(一般的)으로 적용된다.

## 시스템 개념으로서의 산업공학
산업공학의 최근의 경향은 조직공학적인 측면에다 많은 비중을 두고 있다. 이와 같은 경향은 산업공학이 기능적인 성질로 보아 주위환경과 완전히 고립되거나 유리될 수 없다는 사실에 기인되는 것이다.
그리고 사람 대 사람, 사람 대 기계, 기계 대 기계간의 통신조직이라는 관점에서 볼 때 적절한 상호교통을 위한 정보의 전수가 적절하지 못하다는 데에도 기인한다. 다시 말하면 정통적인 산업공학의 기능인 개개의 작업활동을 설계한다든가 또는 측정하는 것만 가지고는 전체 시스템의 운영에 대한 문제해결에 효과적인 방법을 제공할 수 없다는 사실이다. 최근의 경영조직은 다이나믹하며 복잡하고 항상 유동적인 측면을 가지고 있는 것이 특징이다.
따라서 이와 같은 경영조직(經營組織)의 설계 또는 측정을 위해서는 조직 자체를 전체적이고 통합적인 측면으로 분석하고 평가하는 것이 중요하게 되었다. 조직을 전체적인 시스템으로 분석한다는 것은 그 조직이 제조업체, 비영리단체, 정부기관, 군대 또는 서비스업체 등의 어떠한 조직체이든간에 다 적용된다.
산업공학이 조직분석에서 필히 수행하여야 될 임무는 다음과 같다.
(1) 전체 시스템을 분석한다.
(2) 기본문제를 유리시킨다.
(3) 가장 중요한 변수인자를 측정하고 장래의 필요여부를 결정하여 시스템을 체계화시킨다.

## 한국의 산업공학
역사적으로 살펴볼 때, 산업공학은 과거 반세기 이상 비약적인 발전을 하여 왔고, 또한 변하여 왔다. 미국에서의 경우는 물론 다르지만 일본에서만 해도 산업공학의 도입이 겨우 약 30년을 경과하였다고 보나 그 발전과 실제 응용은 괄목할 만하다고 말할 수 있다. 그러나 한국의 산업공학은 현재 겨우 그 시초를 이루고 있다고 보아야 될 것이다.
각 기업(企業) 또는 조직체에서의 산업공학에 대한 인식은 거의 무지에 가깝다고 할 수 있으며 최근 몇몇 기업에서 이것에 대한 안목을 넓혀 가는 중이다. 생산성의 향상 또는 어떤 한 분야에서만 한국기업이 당면한 가장 중요한 문제는 어떤 한 분야에서만 이루어질 수 있는 것이 아니고 기업 자체를 전체적인 시스템으로 보고 여기에 접근해야 된다. 다시 말하면 인사관리상의 문제에서, 생산계획과 관리문제에서, 자재관리 및 구입이라는 문제에서, 회사 자체의 조직 및 자원의 할당문제 등 모든 측면에서 이와 같은 생산성 향상 및 원가절감의 문제가 이루어질 수 있다는 것이다. 이와 같은 관점에서 볼 때 산업공학은 이들을 위해 더 없이 좋은 기능을 가지고 있다고 할 수 있다. 한국의 최고 경영층은 기업의 문제, 즉 경영상 의사결정 문제에서 이와 같은 산업공학의 이용성을 주의깊게 관찰할 필요가 있다.

## 과목
- 운용공학(Operations Engineering)
- 최적화이론(Optimization Theory)
- 운용관리(Operations Management)
- 공급망관리/물류(Supply Chain Mgmt & Logistics)
- 시물레이션 및 추계적 모델(Simulation & Stochastic Models)
- 생산시스템(Manufacturing Systems)
- 경제성공학(Engineering Economics)
- 전략기획(Corporate Planning)
- 인간공학(Human Factors/Ergonomics)
- 생산성관리(Productivity Improvement)
- 생산계획 및 관리(Production Planning and Control)
- 작업관리
- CAM(Computer Aid Manufacturing)
- 재료관리(Material Management)
- 시설계획 및 디자인(Facilities Design and/or Work Space Design)
- 통계적공정관리/통계적품질관리(Statistical Process Control or Quality Control)

## 같이 보기
- 워싱턴 협약 (공학)
- 엘리야후 골드랫